# Johnston Township (comté de Macon, Missouri)
Johnston Township est un ancien township, situé dans le comté de Macon, dans le Missouri, aux États-Unis,.
Le township est fondé en 1872 et baptisé en référence au colonel Richard Johnston, un pionnier.

### Source de la traduction
- (en) Cet article est partiellement ou en totalité issu de l’article de Wikipédia en anglais intitulé « Johnston Township, Macon County, Missouri » (voir la liste des auteurs).